# دهانه آتشفشانی

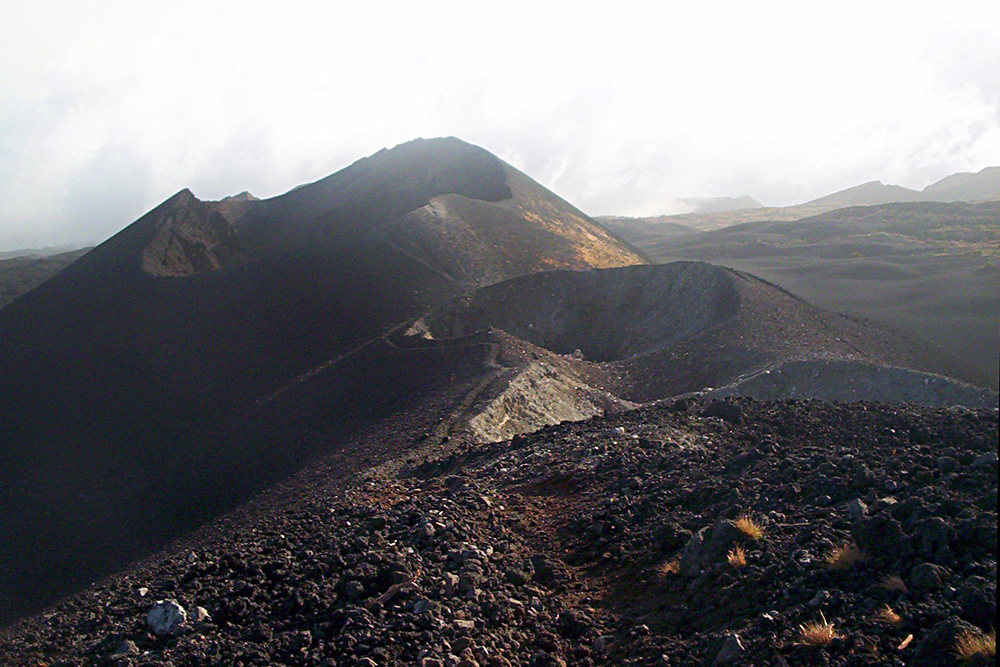
دهانه‌های کوه کامرون

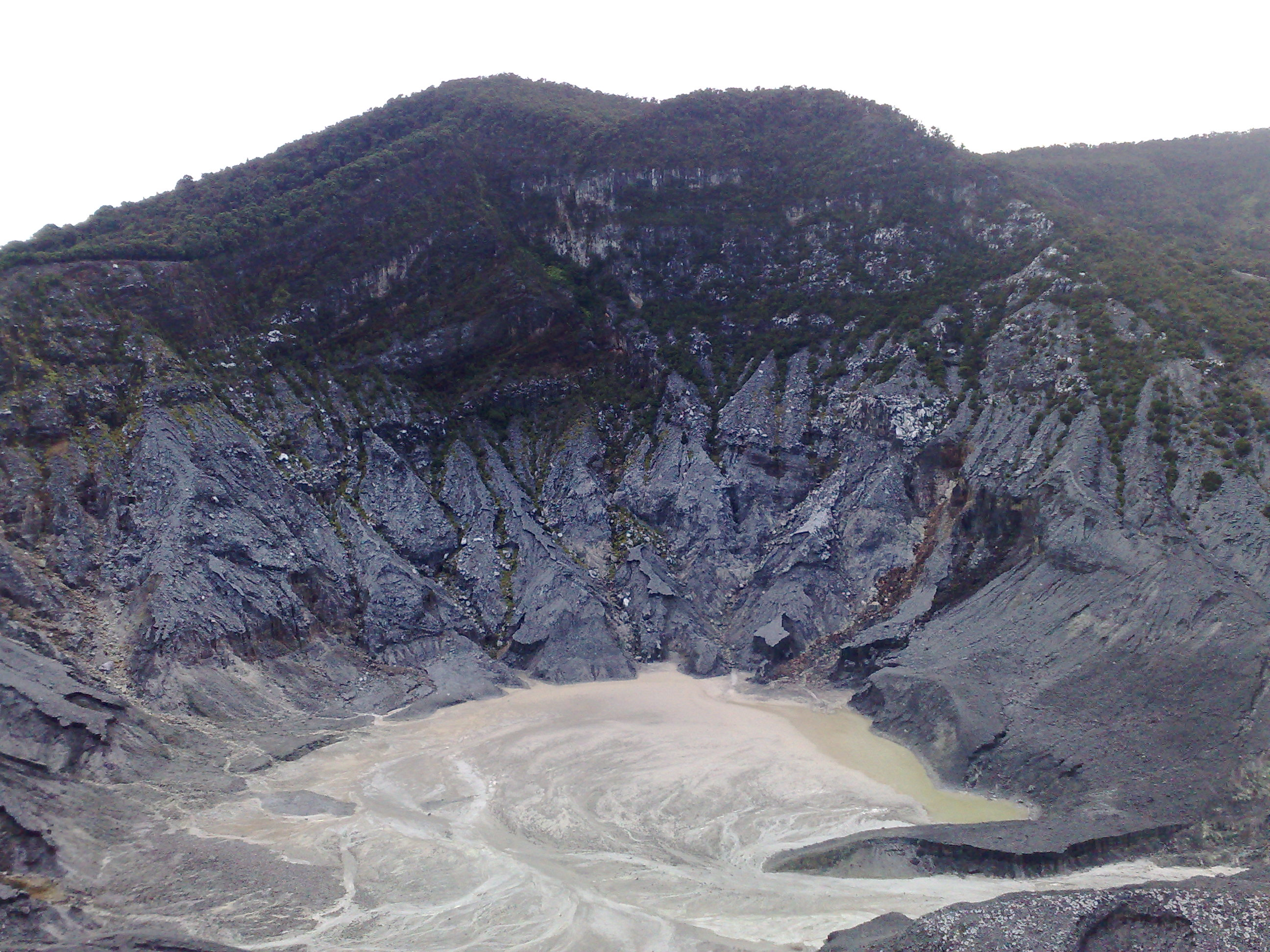
دهانه آتشفشانی کوه تانگکوبان پاراهو، جاوه غربی، اندونزی

دهانه آتشفشانی فرورفتگی‌های گردی است که در نتیجهٔ کنش‌های آتشفشانی بر روی زمین پدید می‌آید. درون بیشتر این دهانه‌ها، و بر روی دریچه‌ای که هر از گاهی ماگما به شکل گاز، گدازه و پرتابه از آن فوران می‌کند، آبگیر گردی پدید می‌آید. اندازه و ژرفای دهانه‌های آتشفشانی ممکن است بزرگ باشد. در برخی فوران‌های بزرگ انباشتگاه ماگما چنان تهی می‌شود که بخش‌های بالادست انباشتگاه نشست کرده و چیزی که پدیدار می‌شود اگرچه همانند دهانه است ولی کاسه آتشفشانی نامیده می‌شود.